# Bolków (Łódź)
Pour l’article homonyme, voir Bolkow.
Bolków est une localité polonaise de la gmina d'Ostrówek, située dans le powiat de Wieluń en voïvodie de Łódź.